# Тормозной путь
Тормозной путь — расстояние, которое проходит транспортное средство с момента срабатывания тормозной системы до полной остановки.
Протяжённость тормозного пути зависит от скорости автомобиля, состояния проезжей части, шин, погодных условий. Особое влияние на протяжённость тормозного пути оказывает эффективность тормозной системы (ТС). Она складывается из технологических особенностей узлов ТС — «Электронных помощников», логики их работы, диаметра тормозных дисков, материала тормозных колодок, принудительной вентиляции и других параметров..